# مقاطعة ستارك (إلينوي)
مقاطعة ستارك (بالإنجليزية: Stark County)‏ هي إحدى المقاطعات في ولاية إلينوي في الولايات المتحدة الأمريكية.